# Agnelo de Souza
Agnelo de Souza (ur. 21 stycznia 1869 w Anjuna zm. 20 listopada 1927) – indyjski Czcigodny Sługa Boży Kościoła katolickiego.

## Życiorys
Agnelo de Souza urodził się 21 stycznia 1869 roku w bardzo religijnej rodzinie. Jego rodzicami byli Miguel Arcanjo de Souza i Maria Sinforosa Magalhaes Perpetua. W dniu 17 lipca 1897 roku wstąpił do Towarzystwa Misyjnego św. Franciszka Ksawerego w Pilar w Goi. 24 września 1898 roku otrzymał święcenia kapłańskie. W dniu 20 listopada 1927 roku w czasie święta Najświętszego Serca Pana Jezusa pod koniec kazania upadł na ambonie i nalegał on do pozostania aż do błogosławieństwa Najświętszego Serca Pana Jezusa. Obecnie trwa jego proces kanonizacyjny. 10 listopada 1986 roku Jan Paweł II ogłosił go czcigodnym.